# Medusafissurella
Medusafissurella is een geslacht van weekdieren uit de klasse van de Gastropoda (slakken).

## Soorten
- Medusafissurella chemnitzii (G. B. Sowerby I, 1835)
- Medusafissurella dubia (Reeve, 1849)
- Medusafissurella melvilli (G. B. Sowerby III, 1882)
- Medusafissurella salebrosa (Reeve, 1850)